# Eupetersia robusta
Eupetersia robusta är en biart som beskrevs av Raymond Benoist 1950. Eupetersia robusta ingår i släktet Eupetersia och familjen vägbin. Inga underarter finns listade i Catalogue of Life.